# Vendryně
Vendryně (in polacco Wędrynia, in tedesco Wendrin) è un comune della Repubblica Ceca facente parte del distretto di Frýdek-Místek, nella regione della Moravia-Slesia.